# ウィリアムス・ベラスケス
ウィリアムス・ダニエル・ベラスケス・レジェス  (Williams Daniel Velásquez Reyes  ,  1997年4月22日 - )は、ベネズエラ・首都カラカス出身のプロサッカー選手。ポジションはディフェンダー。

## 来歴
2016年に地元のエストゥディアンテス・デ・カラカスのトップチームに昇格し、13試合に出場するも、チームはプリメーラ・ディビシオン最下位に終わり、2017年シーズンはセグンダ・ディビシオン (2部)降格となった。
2017年8月、プレミアリーグのワトフォードFCと契約した後、スペイン・セグンダ・ディビシオンBのレアル・バリャドリードBへローン移籍。
2018年8月、CEサバデルへローン移籍。
2019年より、ジェフユナイテッド千葉へ期限付き移籍。同年12月、移籍期間満了が発表された。
2020年より、MLSのポートランド・ティンバーズにローン移籍。
2022年1月、母国ベネズエラのウニベルシダード・デ・ベネズエラFCに完全移籍で加入することが発表された。

## ベネズエラ代表
2017年の2017 FIFA U-20ワールドカップ出場権を賭けた南米ユース選手権のU-20ベネズエラ代表に招集され、出場権獲得に貢献。本大会でも最終ラインで奮闘し、FIFA主催の国際大会に置ける全てのカテゴリーのベネズエラ代表の最高順位 (準優勝) を成し遂げる原動力となった。
ジェフユナイテッド市原・千葉時代に所属していた2019年11月、日本代表との国際親善試合に臨むベネズエラ代表に選出される。しかし、日本代表戦の試合出場はなかった。

## 個人成績
| 国内大会個人成績 | 国内大会個人成績        | 国内大会個人成績 | 国内大会個人成績 | 国内大会個人成績 | 国内大会個人成績 | 国内大会個人成績 | 国内大会個人成績 | 国内大会個人成績 | 国内大会個人成績 | 国内大会個人成績 | 国内大会個人成績 |
| 年度             | クラブ                  | 背番号           | リーグ           | リーグ戦         | リーグ戦         | リーグ杯         | リーグ杯         | オープン杯       | オープン杯       | 期間通算         | 期間通算         |
| 年度             | クラブ                  | 背番号           | リーグ           | 出場             | 得点             | 出場             | 得点             | 出場             | 得点             | 出場             | 得点             |
| ベネズエラ       | ベネズエラ              | ベネズエラ       | ベネズエラ       | リーグ戦         | リーグ戦         | リーグ杯         | リーグ杯         | オープン杯       | オープン杯       | 期間通算         | 期間通算         |
| ---------------- | ----------------------- | ---------------- | ---------------- | ---------------- | ---------------- | ---------------- | ---------------- | ---------------- | ---------------- | ---------------- | ---------------- |
| 2016             | カラカス                |                  | プリメーラ       | 13               | 0                | 1                | 0                | -                | -                | 14               | 0                |
| スペイン         | スペイン                | スペイン         | スペイン         | リーグ戦         | リーグ戦         | 国王杯           | 国王杯           | オープン杯       | オープン杯       | 期間通算         | 期間通算         |
| 2017-18          | レアル・バリャドリードB |                  | セグンダB        | 21               | 0                | -                | -                | -                | -                | 21               | 0                |
| 2018-19          | CEサバデル              |                  | セグンダB        | 0                | 0                | 0                | 0                | -                | -                | 0                | 0                |
| 日本             | 日本                    | 日本             | 日本             | リーグ戦         | リーグ戦         | リーグ杯         | リーグ杯         | 天皇杯           | 天皇杯           | 期間通算         | 期間通算         |
| 2019             | 千葉                    | 3                | J2               | 1                | 0                | -                | -                | 1                | 0                | 2                | 0                |
| 通算             | ベネズエラ              | ベネズエラ       | プリメーラ       | 13               | 0                | 1                | 0                | -                | -                | 14               | 0                |
| 通算             | スペイン                | スペイン         | セグンダB        | 21               | 0                | 0                | 0                | -                | -                | 21               | 0                |
| 通算             | 日本                    | 日本             | J2               | 1                | 0                | -                | -                | 1                | 0                | 2                | 0                |
| 総通算           | 総通算                  | 総通算           | 総通算           | 35               | 0                | 1                | 0                | 1                | 0                | 37               | 0                |

- Jリーグ初出場 - 2019年7月31日 J2第25節 対FC琉球（タピスタ）